# Cayenne (chanson)
Pour les articles homonymes, voir Cayenne.
Cayenne est une chanson anarchiste du début du XXe siècle souvent chantée dans les bagnes de Guyane, souvent attribuée à Aristide Bruant. Elle est une des premières occurrences connues du slogan " Mort aux vaches ! ".

## Reprises
Elle fut reprise avec succès par le groupe de Punk rock Parabellum en 1986 (mais le dernier couplet a volontairement été omis par le parolier de l'époque) et par Les Amis d'ta femme, en 2000. Ces derniers donneront une alternative au refrain à la fin de la chanson. Opium du peuple a fait une reprise de la version de Parabellum en 2014 ; version intégrée sur l'album La revanche des clones en 2015.
Elle est parfois également interprétée par Sanseverino lors de ses concerts, de même pour le groupe « Le grôs tour ». Elle est également reprise par le groupe le Bal des Enragés lors de leurs concerts. 
Au début de 2016, le refrain est repris par le rappeur Georgio lors de son concert à La Cigale à Paris.

## Origine du nom
Le nom de la chanson fait référence au Bagne de Cayenne en Guyane.

## Paroles
Je me souviens encore de ma première femme

Elle s'appelait Nina, une vraie putain dans l'âme !

La Reine des morues de la plaine Saint-Denis,

Elle faisait le tapin près la rue d'Rivoli !

Refrain :

Mort aux vaches ! Mort aux condés !

Viv' les enfants d'Cayenne ! A bas ceux d'la sûr'té !

Ell' aguichait l'client quand mon destin d'bagnard

Vint frapper à sa porte sous forme d'un richard...

Il lui cracha dessus, rempli de son dédain,

Lui mit la main au cul et la traita d'putain

Refrain

Moi qui étais son mec et pas une peau de vache,

Moi qui dans ma jeunesse pris des principes d'apache,

'sortis mon 6.35, et d'une balle en plein cœur

Je l'étendis raide mort et fus serré sur l'heure !...

Refrain

Aussitôt arrêté, 'fus mené à Cayenne.

C'est là que j'ai purgé le forfait de ma peine...

Jeunesses d'aujourd'hui, ne faites plus les cons,

Car d'une simpl' conn'rie, on vous fout en prison !...

Refrain

Si je viens à mourir, je veux que l'on m'enterre

Dans un tout p'tit cim'tière près d'la rue Saint-Martin,

Quatr' cents putains à poil viendront crier très haut :

« C'est le roi des julots que l'on coll' au tombeau ! »

Refrain (bis)

Dernier couplet omis par Parabellum :
Sur la tombe on lira cette glorieuse phrase

Écrite par des truands d'une très haute classe

Honneur à la putain

Qui m'a donné sa main

Si je n'étais pas mort

Je te baiserais encore !
Refrain alternatif des Amis d'ta femme :
Pas de grâce,

Pas de pitié,

Pour toutes ces bandes de lâches

Et ces bandes d'enculés